# Prša
Prša (węg. Perse) – wieś (obec) na Słowacji położona w kraju bańskobystrzyckim, w powiecie Łuczeniec. Pierwsze wzmianki o miejscowości pochodzą z roku 1439. 
Według danych z dnia 31 grudnia 2012, wieś zamieszkiwało 199 osób, w tym 100 kobiet i 99 mężczyzn.
W 2001 roku rozkład populacji względem narodowości i przynależności etnicznej wyglądał następująco:
- Słowacy – 8,21%
- Czesi – 1,03%
- Węgrzy – 90,77%

Ze względu na wyznawaną religię struktura mieszkańców kształtowała się w 2001 roku następująco:
- Katolicy rzymscy – 93,33%
- Grekokatolicy – 0,51%
- Ewangelicy – 4,1%
- Ateiści – 1,54%
- Nie podano – 0,51%